# Локуциевский, Олег Вячеславович
Олег Вячеславович Локуцие́вский (11 ноября 1922, Новониколаевск — 23 августа 1990 года) — советский учёный в области математики.

## Биография
Вскоре после рождения сына семья Локуциевских переехала в Москву.
В школьные годы был участником математического кружка при МГУ, получил первую премию на Московской математической олимпиаде. В 1941 году поступил на механико-математический факультет МГУ. Ученик П. С. Александрова. Окончил МГУ в 1948 году.
Кандидатскую диссертацию защитил в 1951 году, докторскую диссертацию в 1965 году.
С 1953 года работал в ИПМ имени М. В. Келдыша АН СССР.
С 1970 года преподавал на механико-математическом факультете МГУ, профессор с 1972 года, участвовал в создании новой кафедры на факультете — кафедры общих проблем управления. Преподавал также в московской физико-математической школе № 2.
Погиб в автомобильной катастрофе, возвращаясь в Москву на автомобиле. Похоронен в Москве, на Введенском кладбище (уч. № 4).

## Научные интересы
Фундаментальные труды по топологии и вычислительной математике (один из авторов метода прогонки).

## Награды и премии
- орден Ленина
- орден Трудового Красного Знамени
- Сталинская премия третьей степени (1953) — «за расчетно-теоретические работы по изделию РДС-6с и РДС-5»[4][5].